# Список главных тренеров ФК «Ливерпуль»

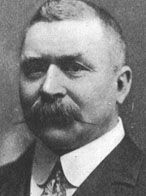
Джон Маккена, первый тренер «Ливерпуля»

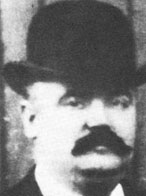
Том Уотсон тренировал «Ливерпуль» дольше всех

Это список главных тренеров футбольного клуба «Ливерпуль» и их основных достижений. На начало сезона 2019/2020 история «Ливерпуля» насчитывала 21 главного тренера.
Самым успешным тренером «Ливерпуля» является Боб Пейсли, который за 9 лет, пока руководил клубом, выиграл 6 раз чемпионат Англии, 6 раз Суперкубок Англии, 3 раза Кубок Лиги, 3 раза Кубок европейских чемпионов и по одному разу Кубок УЕФА и Суперкубок Европы. Дольше других на позиции главного тренера «Ливерпуля» находился Том Уотсон — почти 19 лет, с 1896 по 1915 годы. Действующим тренером «Ливерпуля» является Арне Слот 

## История
Первые главные тренеры «Ливерпуля», Джон Маккена и Уильям Барклай, были назначены на должность в 1892 году. Под их руководством «Ливерпуль» в первом сезоне в своей истории выиграл Ланкаширскую лигу и добился участия в Футбольной лиге. В 1896 году пост главного тренера занял Том Уотсон, который перешёл из «Сандерленда» по приглашению Маккены. Под его началом «красные» дважды становились чемпионами Англии и впервые вышли в финал Кубка Англии. В 1915 году Уотсон завершил свой восемнадцатый и последний сезон во главе «Ливерпуля»: вскоре началась Первая мировая война, а в мае того же года он умер.
После возобновления чемпионата в 1919 году клуб возглавил Дэвид Эшуорт. Он выиграл с «Ливерпулем» один раз Первый дивизион, после чего в 1923 году покинул клуб для работы в «Олдем Атлетик». В феврале на смену Эшуорту пришёл Мэтт Маккуин, бывший игрок «Ливерпуля» и член правления клуба. С ним «Ливерпуль» в четвёртый раз стал чемпионом Англии. После этого успеха «Ливерпуль» ни под руководством Маккуина, ни под началом Джорджа Паттерсона, возглавившего клуб в 1928 году, не имел значительных достижений. Очередной титул чемпионов клубу принёс бывший главный тренер «Саутгемптона» Джордж Кэй, перешедший в «Ливерпуль» в 1936 году. Три года спустя Кэй довёл «Ливерпуль» до второго финала Кубка Англии в истории клуба, однако в 1951 году он оставил тренерский пост по причине болезни. В марте главным тренером стал Дон Уэлш, с которым «Ливерпуль» опустился во Второй дивизион. Уэлш не смог вернуть клуб в элиту и в 1956 году был уволен, а на его место назначен бывший игрок «Ливерпуля» Фил Тэйлор. За три года своей работы в должности главного тренера Тэйлор также не смог вернуть клуб в Первый дивизион, оставшись единственным тренером в истории команды, при котором «Ливерпуль» не провёл ни одного матча в Первом дивизионе.
В декабре 1959 года главным тренером был назначен Билл Шенкли. За пятнадцать сезонов под его началом «Ливерпуль» трижды стал чемпионом Англии, два раза обладателем Кубка Англии, один раз победил в Суперкубке Англии и завоевал свой первый европейский трофей — Кубок УЕФА. Шенкли также основал «Бутрум» — тренерский штаб клуба и «династию» главных тренеров команды, воспитанных на «Энфилде». Название «Бутрум» им дало специальное помещение на стадионе, в котором обычно хранились бутсы, — там Шенкли вместе с другими тренерами пил чай и обсуждал тактику игры. Когда Шенкли завершил свою тренерскую карьеру в 1974 году, наставником «Ливерпуля» стал его помощник Боб Пейсли. В течение следующих девяти сезонов под его руководством «красные» шесть раз выиграли чемпионат Англии, три раза завоевали Кубок европейских чемпионов, стали обладателями Суперкубка Европы, ещё раз выиграли Кубок УЕФА, победили три раза в Кубке Лиги и пять раз в Суперкубке Англии.
После отставки Пейсли в 1983 году на его место пришёл Джо Фэган, который до того был его помощником. В свой первый сезон Фэган сделал «требл» с клубом, выиграв чемпионат Англии, Кубок Лиги и Кубок европейских чемпионов. В следующем году он вновь вывел «Ливерпуль» в финал Кубка чемпионов, который был омрачён Эйзельской трагедией. В 1985 году его место занял Кенни Далглиш, став первым играющим тренером в истории «Ливерпуля». В том же году Далглиш вместе с командой выиграл очередной Суперкубок Англии, а потом Чемпионат и Кубок Англии. В последующие годы он ещё два раза привёл клуб к чемпионству и победам в Кубке и Суперкубке Англии. Однако после трагедии на Хиллсборо он покинул пост главного тренера в 1991 году.
В апреле преемником Далглиша был назван Грэм Сунесс, ранее выступавший за «Ливерпуль». В 1994 году на смену Сунессу пришёл Рой Эванс, который также выиграл с командой лишь один трофей — Кубок Лиги. В 1998 году Эванс разделил тренерский пост с Жераром Улье, первым в истории клуба главным тренером не британского происхождения. Их совместная работа продлилась меньше сезона: в ноябре Эванс оставил тренерскую должность. В течение первых трёх лет под руководством Улье «Ливерпуль» не знал успехов, однако в 2001 году выиграл сразу пять кубков — Кубок Англии, Кубок Лиги и Кубок УЕФА, а также Суперкубок УЕФА и Суперкубок Англии. Следующие несколько сезонов команда провела не столько успешно, и только в 2003 году «Ливерпуль» вновь победил в Кубке Лиги. В 2004 году по обоюдному согласию сторон Улье покинул пост главного тренера.
В июне из «Валенсии» на смену Улье пришёл Рафаэль Бенитес, который в том же сезоне выиграл с командой Лигу чемпионов и Суперкубок УЕФА, а также вышел в финал Кубка футбольной лиги. В 2006 году клуб выиграл Кубок и Суперкубок Англии. Год спустя Бенитес вновь вывел клуб в финал Лиги чемпионов, но не смог выиграть его. В 2010 году Бенитес покинул свой пост. Занял его Рой Ходжсон.
С ним клуб не добился никаких успехов. В 2011 году пост занял Кенни Далглиш. В 2012 году «Ливерпуль» выиграл первый за шесть лет трофей Кубок лиги. В июне 2012 года клуб возглавил Брендан Роджерс. После не совсем удачного начала сезона 2015/2016 Роджерс был уволен, так и не выиграв ни одного трофея на тренерском мостике «красных». 
На его место пришёл бывший тренер дортмундской «Боруссии» Юрген Клопп. Под его руководством клуб пережил значительные успехи. Клопп внедрил свой уникальный стиль игры, известный как "Gegenpressing", придав команде энергичный и атакующий стиль. В первый же сезон он вывел «Ливерпуль» в финал Лиги Европы, в котором верх одержала «Севилья». Однако сезон 2018-2019 стал важным моментом: «Ливерпуль» выиграл Лигу Чемпионов, преодолев в финале «Тоттенхем». Это был первый трофей Клоппа с Ливерпулем и первый трофей клуба в Лиге Чемпионов с 2005 года. В сезоне 2019-2020 «Ливерпуль» завоевал Английскую Премьер-лигу, обеспечив себе первый титул английского чемпиона за 30 лет. Кроме того, в конце 2019 года «Ливерпуль» выиграл Клубный чемпионат мира ФИФА, подтверждая свой мировой статус. Карьера Юргена Клоппа в «Ливерпуле» была отмечена не только трофеями, но и созданием неповторимой футбольной культуры в клубе, которая вдохновила болельщиков и оставила глубокий след в истории клуба. Уход Юргена Клоппа из "Ливерпуля" был анонсирован в январе 2024 года. После более чем восьми лет во главе "красных", Клопп объявил о своем решении покинуть пост главного тренера. Его преемником стал тренер «Фейеноорда» Арне Слот, который вступил в должность 1 июня 2024 года.

## Список тренеров
Приведённые данные верны на 30 июля 2022 года
| Имя                           | Национальность    | Начало работы        | Окончание работы     | Матчи | Победы | Ничьи | Поражения | Доля побед, % | Достижения | Прим.         |
| ----------------------------- | ----------------- | -------------------- | -------------------- | ----- | ------ | ----- | --------- | ------------- | --- | ------------- |
| Уильям Барклай и Джон Маккена | Англия Ирландия   | 15 марта 1892 года   | август 1896 года     | 131   | 80     | 20    | 31        | 61,07         | 2 чемпионат Англии (Второй дивизион), 1 Ланкаширская лига | [ 26 ]        |
| Том Уотсон                    | Англия            | 17 августа 1896 года | 6 мая 1915 года      | 742   | 329    | 141   | 272       | 44,34         | 2 чемпионат Англии, 1 чемпионат Англии (Второй дивизион) | [ 27 ]        |
| Дэвид Эшуорт                  | Ирландия          | 18 декабря 1919 года | 21 декабря 1922 года | 139   | 70     | 40    | 29        | 50,36         | 1 чемпионат Англии | [ 30 ]        |
| Мэтт Маккуин                  | Шотландия         | 13 февраля 1923 года | 15 февраля 1928 года | 229   | 93     | 60    | 76        | 40,61         | 1 чемпионат Англии | [ 32 ]        |
| Джордж Паттерсон              | Англия            | 7 марта 1928 года    | 6 августа 1936 года  | 366   | 137    | 85    | 144       | 37,43         | — | [ 33 ]        |
| Джордж Кэй                    | Англия            | 6 августа 1936 года  | 30 января 1951 года  | 357   | 142    | 93    | 122       | 39,78         | 1 чемпионат Англии | [ 34 ]        |
| Дон Уэлш                      | Англия            | 5 марта 1951 года    | 4 мая 1956 года      | 232   | 81     | 58    | 93        | 34,91         | — | [ 35 ]        |
| Фил Тэйлор                    | Англия            | май 1956 года        | 17 ноября 1959 года  | 150   | 76     | 32    | 42        | 50,67         | — | [ 37 ]        |
| Билл Шенкли                   | Шотландия         | 1 декабря 1959 года  | 12 июля 1974 года    | 783   | 407    | 198   | 178       | 51,98         | 3 чемпионат Англии, 1 чемпионат Англии (Второй Дивизион), 2 Кубок Англии, 3 (2 ) Суперкубок Англии, 1 Кубок УЕФА                                                     | [ 39 ]        |
| Боб Пейсли                    | Англия            | 26 июля 1974 года    | 1 июля 1983 года     | 535   | 307    | 132   | 96        | 57,38         | 6 чемпионат Англии, 3 Кубок Лиги, 6 (1 ) Суперкубок Англии, 3 Кубок европейских чемпионов, 1 Кубок УЕФА, 1 Суперкубок Европы                                         | [ 40 ]        |
| Джо Фэган                     | Англия            | 1 июля 1983 года     | 28 мая 1985 года     | 131   | 70     | 37    | 24        | 53,44         | 1 чемпионат Англии, 1 Кубок Футбольной лиги, 1 Кубок европейских чемпионов                                                                                           | [ 41 ]        |
| Кенни Далглиш                 | Шотландия         | 30 мая 1985 года     | 21 февраля 1991 года | 307   | 187    | 78    | 42        | 60,91         | 3 чемпионат Англии, 2 Кубок Англии, 4 (2 ) Суперкубок Англии | [ 42 ]        |
| Грэм Сунесс                   | Шотландия         | 16 апреля 1991 года  | 28 января 1994 года  | 157   | 65     | 47    | 45        | 41,40         | 1 Кубок Англии | [ 43 ] [ 44 ] |
| Рой Эванс                     | Англия            | 31 января 1994 года  | 16 июля 1998 года    | 226   | 116    | 57    | 53        | 51,33         | 1 Кубок Футбольной лиги | [ 45 ]        |
| Рой Эванс и Жерар Улье        | Англия Франция    | 16 июля 1998 года    | 12 ноября 1998 года  | 18    | 7      | 6     | 5         | 38,89         | — | [ 46 ]        |
| Жерар Улье                    | Франция           | 12 ноября 1998 года  | 24 мая 2004 года     | 307   | 158    | 75    | 74        | 51,47         | 2 Кубок Футбольной лиги, 1 Кубок Англии, 1 Суперкубок Англии, 1 Кубок УЕФА, 1 Суперкубок УЕФА                                                                        | [ 47 ]        |
| Рафаэль Бенитес               | Испания           | 16 июня 2004         | 3 июня 2010          | 249   | 141    | 53    | 55        | 56,63         | 1 Кубок Англии, 1 Суперкубок Англии, 1 Лига чемпионов УЕФА, 1 Суперкубок УЕФА                                                                                        | [ 48 ]        |
| Рой Ходжсон                   | Англия            | 30 июня 2010         | 8 января 2011        | 31    | 13     | 8     | 10        | 41,94         | — | [ 49 ]        |
| Кенни Далглиш                 | Шотландия         | 8 января 2011        | 16 мая 2012          | 74    | 35     | 17    | 22        | 47,30         | 1 Кубок Футбольной лиги | [ 50 ]        |
| Брендан Роджерс               | Северная Ирландия | 1 июня 2012          | 4 октября 2015       | 166   | 85     | 39    | 42        | 51,20         | | [ 51 ]        |
| Юрген Клопп                   | Германия          | 9 октября 2015       | 31 мая 2024          | 491   | 305    | 99    | 87        | 62,12         | 1 Лига чемпионов УЕФА, 1 Суперкубок УЕФА, 1 Клубный чемпионат мира ФИФА, 1 чемпионат Англии, 1 Кубок Англии, 2 Кубок Английской футбольной лиги, 1 Суперкубок Англии | [ 52 ]        |
| Арне Слот                     | Нидерланды        | 1 июня 2024          |                      |       |        |       |           |               | | [ 53 ]        |

## Комментарии
1. ↑  Джон Маккена и Уильям Барклай находились на должности главного тренера одновременно. Однако согласно официальному сайту «Ливерпуля» Маккена занимал должность «тренера-менеджера», а Барклай — «секретаря-менеджера».
2. ↑  Несмотря на то, что фактически именно под руководством Мэта Маккуина «Ливерпуль» выиграл чемпионский титул, немалая заслуга в этом принадлежит Дэвиду Эшуорту как тренеру, возглавлявшему клуб на протяжении большей части сезона.
3. ↑  С апреля по май 1992 года Грэм Сунесс временно не исполнял обязанности главного тренера по причине болезни. В этот период на посту главного тренера находился Ронни Моран, под руководством которого «Ливерпуль» провёл 8 матчей: одержал 1 победу, 4 раза сыграл вничью и 3 раза проиграл (эти показатели включены в статистику Сунесса).
4. ↑  С апреля по май 1992 года Грэм Сунесс временно не исполнял обязанности главного тренера по причине болезни. В этот период на посту главного тренера находился Ронни Моран, под руководством которого «Ливерпуль» провёл 8 матчей: одержал 1 победу, 4 раза сыграл вничью и 3 раза проиграл (эти показатели включены в статистику Сунесса).
5. ↑  С октября 2001 года по февраль 2002 года Жерар Улье временно не исполнял обязанности главного тренера по причине болезни. В этот период на посту главного тренера находился Фил Томпсон, под руководством которого «Ливерпуль» провёл 33 матча: одержал 16 побед, 12 раз сыграл вничью и 5 раз проиграл (эти показатели включены в статистику Улье).
6. ↑  При составлении таблицы использованы данные LFCHistory.net — сайта, посвящённого статистике «Ливерпуля». Несмотря на то, что в разных источниках количество матчей и другие данные отличаются, информация с этого ресурса может считаться наиболее достоверной, так как первоначальные сведения, почерпнутые создателями сайта, в основном из книг и газет, позднее были скорректированы и дополнены специалистом по истории «Ливерпуля» Эриком Дойгом и Крисом Вудом, болельщиком, посетившим свыше тысячи матчей «красных» во всех турнирах.
7. ↑  Под началом работы стоит понимать дату официального вступления главного тренера в должность, а не первый матч команды, проведённый под его руководством.
8. ↑  Под окончанием работы стоит понимать дату истечения контракта главного тренера с клубом, а не последний матч команды, проведённый под его руководством.
9. ↑  Учтены только официальные встречи, под которыми следует понимать матчи, проведённые «Ливерпулем» в чемпионате Англии (как в Первом дивизионе и Премьер-лиге, так и во Втором дивизионе), Ланкаширской лиге, английских кубковых турнирах (Кубке Англии и Кубке Лиги), европейских и межконтинентальных турнирах (Кубке и Лиге чемпионов, Кубке УЕФА, Кубке Кубков и Чемпионате мира среди клубов), а также в суперкубках (Суперкубке Англии, Суперкубке УЕФА и Межконтинентальном кубке). Матчи, проведённые во время Первой и Второй мировых войн не учитываются
10. ↑  К ничьим отнесены и те матчи, которые завершились победой или поражением «Ливерпуля» в серии послематчевых пенальти.
11. ↑  Джон Маккена и Уильям Барклай находились на должности главного тренера одновременно. Однако согласно официальному сайту «Ливерпуля» Маккена занимал должность «тренера-менеджера», а Барклай — «секретаря-менеджера».
12. ↑  С 3 февраля по 17 марта 1951 года «Ливерпуль» провёл 7 матчей без главного тренера.
13. ↑  С 23 февраля по 13 апреля 1991 года обязанности главного тренера временно исполнял Ронни Моран, под руководством которого «Ливерпуль» сыграл 10 матчей (4 победы, 1 ничья, 5 поражений.
14. ↑  С апреля по май 1992 года Грэм Сунесс временно не исполнял обязанности главного тренера по причине болезни. В этот период на посту главного тренера находился Ронни Моран, под руководством которого «Ливерпуль» провёл 8 матчей: одержал 1 победу, 4 раза сыграл вничью и 3 раза проиграл (эти показатели включены в статистику Сунесса).
15. ↑  В указанный период Рой Эванс и Жерар Улье находились на должности главного тренера совместно.
16. ↑  С октября 2001 года по февраль 2002 года Жерар Улье временно не исполнял обязанности главного тренера по причине болезни. В этот период на посту главного тренера находился Фил Томпсон, под руководством которого «Ливерпуль» провёл 33 матча: одержал 16 побед, 12 раз сыграл вничью и 5 раз проиграл (эти показатели включены в статистику Улье).